# Альмединген, Александр Николаевич
Александр Николаевич Альмединген (27 сентября [9 октября] 1857 — 9 [22] мая 1912) — химик, товаровед, винодел, издатель, писатель, педагог.
Брат Алексея и Екатерины Альмединген.

## Биография
Родился 27 сентября (9 октября) 1857 года. Происходил из дворян. В 1882 году окончил физико-математический факультет Петербургского университета со степенью кандидата.
Преподавал химию в военных училищах, реальном училище, в Ксенинском институте в Санкт-Петербурге, в 1-м кадетском корпусе в Москве, капитан (1911). Преподавал также товароведение в ряде учебных заведений. Основатель первой в России школы практической химии им. М. В. Ломоносова, директор Высших торгово-промышленных курсов в Санкт-Петербурге.
С 1882 года писал и публиковал произведения для детей в журналах «Детское чтение», «Игрушка», «Задушевное слово», «Родник». Печатал статьи по самым различным вопросам в газетах и журналах («Новости», «Новое время», «Днепр», «Новь», «Новороссийский телеграф», «Новое обозрение», «Техническое и коммерческое образование»).
Увлекшись виноделием, издавал в Санкт-Петербурге в 1887—1889 годах журнал «Русский винодел», в 1889 году — «Листок русского винодела».
Автор около 35 книг (научных, научно-популярных, учебных, справочных, беллетристических). Среди них: «Учебник химии» (Санкт-Петербург, 1885), «О натуральном вине и его подделке» (Санкт-Петербург, 1887), «Огонь и как добывается сера» (Санкт-Петербург, 1888), «Домашний определитель подделок …» (СПб., 1891), «Руководство для приготовления горьких водок, ликеров и наливок домашним способом» (СПб., 1895), «Руководство к приготовлению искусственных минеральных вод, лимонадов и фруктово-ягодных шипучих напитков» (СПб., 1896), «Иностранные вина и колониальные товары» (Санкт-Петербург, 1896), «Руководство к технико-химическому анализу по новейшим данным» (Санкт-Петербург, 1897), «Торговый дом братьев Елисеевых» (Санкт-Петербург, 1900), «Глина и фарфор» (СПб., 1901), «История спички» (Санкт-Петербург, 1912) и др. Многие книги Альмедингена выдержали несколько изданий: «На всякий случай! Научно-практические советы по полеводству, садоводству, огородничеству, домоводству» (ч. 1-2, 2-е изд. — Санкт-Петербург, 1895), «Календарь и справочная книга для виноградарей, виноделов и виноторговцев» (2-е изд. — Одесса, 1912), «Товароведение» (3-е изд. — Санкт-Петербург, 1917) и др. В 1901 году был опубликован отдельным изданием его рассказ «Яков Чернов».
Умер 9 (22) мая 1912 года.

## Семья
Был женат на англичанке Поль, в России — Ольга Сергеевна. Их дети:
- Георгий (18.05.1884[1]—1940-е гг.), историк литературы, доцент Ленинградского педагогического института.
- Марфа (08.07.1898—?)[2]